# Френк Шекспір
Фре́нклік Бре́дфорд Ше́кспір, або Френк Шекспір (англ. Franklin Bradford "Frank" Shakespeare; нар. 31 травня 1930) — американський академічний веслувальник. Олімпійський чемпіон (1952).

## Життєпис
Народився 31 травня 1930 року в місті Філадельфія, штат Пенсільванія, США. Займатись академічним веслуванням розпочав під час навчання у Військово-морській академії.
На літніх Олімпійських іграх 1952 року в Гельсінкі (Фінляндія) став олімпійським чемпіоном у складі вісімки (з результатом 6:25.9).
Після закінчення академії у 1953 році розпочав кар'єру морського офіцера.